# Michael James Foreman

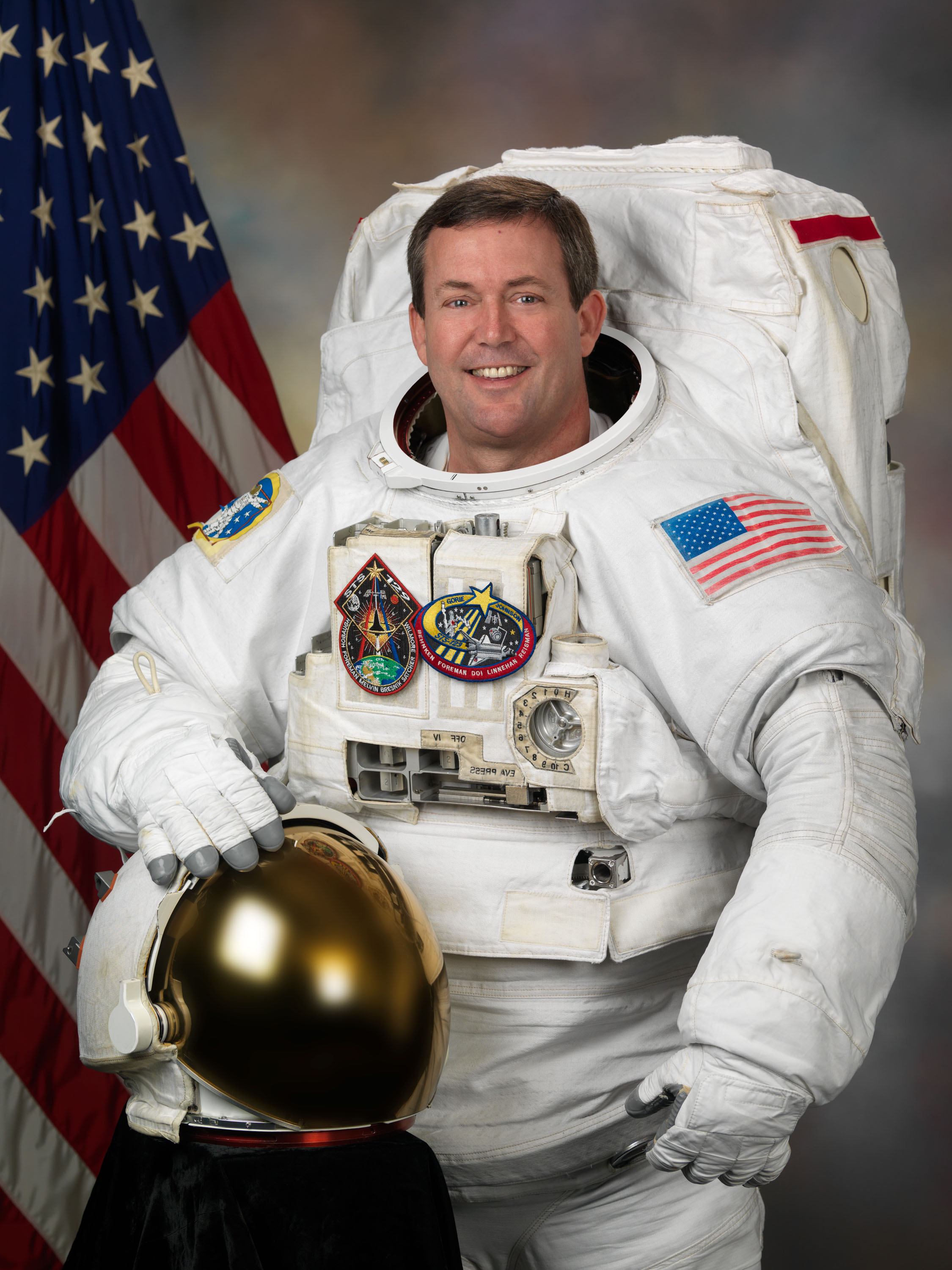
Michael James Foreman

Michael James Foreman (Columbus, Ohio, 1957. március 29. –) amerikai űrhajós, kapitány.

## Életpálya
1979-ben a Haditengerészeti Akadémián (USAF Academy) repülőmérnöki oklevelet szerzett. 1981-ben kapott repülőgép vezetői jogosítvány. Több külföldi, amerikai bázison teljesített szolgálatot. 1986-ban a Haditengerészeti Posztgraduális Iskola keretében megvédte mérnöki diplomáját. Az USS Coral Sea (CV-43) repülőgép-hordozó fedélzetén operatív tisztként szolgált. Szolgálati repülőgépe az E–2 Hawkeye volt. 1989-ben tesztpilóta kiképzésben részesült. Tesztelt repülőgépei az F/A–18, a P–3 Orion, a T–2 és a T–38 volt. 1993-tól a T–45 repülőgép program igazgatója. A Haditengerészet részéról a NASA összekötője. Több mint 5000 órát töltött a levegőben, több mint 50 különböző repülőgépet vezetett illetve tesztelt.
1998. június 4-től a Lyndon B. Johnson Űrközpontban részesült űrhajóskiképzésben. Az Űrhajózási Iroda megbízásából az űrhajósok képzésének programját szervezte. Összekötő tiszt volt a Johnson Space Center (JSC) és a Kennedy Űrközpont (KSC) között. Két űrszolgálata alatt összesen 26 napot, 13 órát és 27 percet (637 óra) töltött a világűrben. Űrhajós pályafutását 2010 decemberében fejezte be.

## Űrrepülések
- STS–123, az Endeavour űrrepülőgép 21. repülésének küldetésfelelőse. A legénység fő feladta, hogy a Nemzetközi Űrállomáson a japán fejlesztésű Kibo kísérleti logisztikai modul első részét (ELM-PS), valamint a kanadai Dextre robotkarnak az űrállomáshoz csatolását biztosítsák. Első űrszolgálata alatt összesen 15 napot, 18 órát és 11 percet (378 óra) töltött a világűrben. 10 585 900 kilométert (6 577 800 mérföldet) repült, 250 kerülte meg a Földet.
- STS–129, a Atlantis űrrepülőgép 31., repülésének küldetésfelelőse. Személyzet csere, az űrállomás külsejére szerelhető eszközök és pótalkatrészek szállítása az ExPRESS Logistics Carrier 1 (ELC1) és az ExPRESS Logistics Carrier 2 (ELC2) segítségével a Nemzetközi Űrállomásra. Az Atlantis fedélzetén repül az épülés alatt álló Dragon űrhajó kommunikációs rendszere is, melyet a repülés során teszteltek. Második űrszolgálata alatt összesen 10 napot, 19 órát, 16 percet (259 óra) töltött a világűrben. 7 226 177 kilométert (4 490 138 mérföldet) repült, 171 kerülte meg a Földet.